# 地下室のメロディー (甲斐バンドの曲)
「地下室のメロディー」（ちかしつのメロディー）は、1980年12月21日に発売された甲斐バンドの17枚目のシングル。

## 概要
オリコン最高位75位。
同名アルバムからのシングルカット。冒頭にSEが挿入されているので、厳密にはシングル・バージョンである。
カップリングはアルバム未収録だったが、2007年の紙ジャケ・リマスター盤の『地下室のメロディー』のボーナス・トラックとして収録された。

## 収録曲
- 全作詞・作曲：甲斐よしひろ、編曲：甲斐バンド・星勝

1. 地下室のメロディー （Single Version）
2. 離鐘（ドラ）の音